# Greensleeves

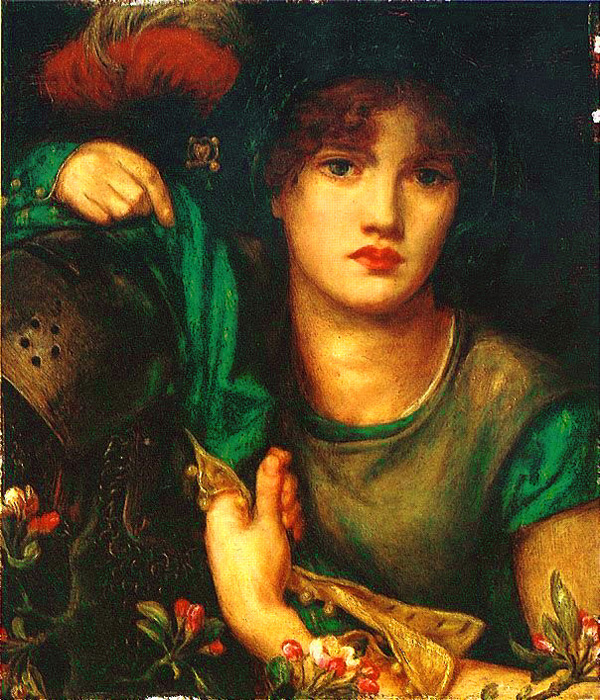
My Lady Greensleeves – obraz Dante Gabriela Rossettiego z roku 1864

Greensleeves – angielska pieśń ludowa. Pieśń pochodzi najprawdopodobniej z drugiej połowy XVI wieku. Pierwsza znana wersja drukowana została wymieniona w roku 1580 w London Stationer's Company pod tytułem A New Northern Dittye of the Lady Greene Sleeves, ale żaden jej egzemplarz nie zachował się. W komedii Wesołe kumoszki z Windsoru autorstwa Williama Szekspira, wydrukowanej po raz pierwszy w 1602 roku, znajduje się kilka odwołań do melodii Greensleeves (mającej swoje korzenie w walijskiej kołysance) bez żadnych dodatkowych komentarzy ze strony autora, co wskazuje na to, że melodia ta na przełomie XVI i XVII wieku była już powszechnie znana.
Greensleves zainspirowała XX-wiecznego angielskiego kompozytora Ralpha Vaughana Williamsa do stworzenia Fantazji na temat „Greensleeves”.

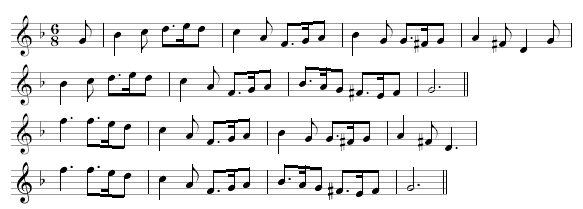
Zapis nutowy Greensleeves